# Desfiladeiro do rio Fish

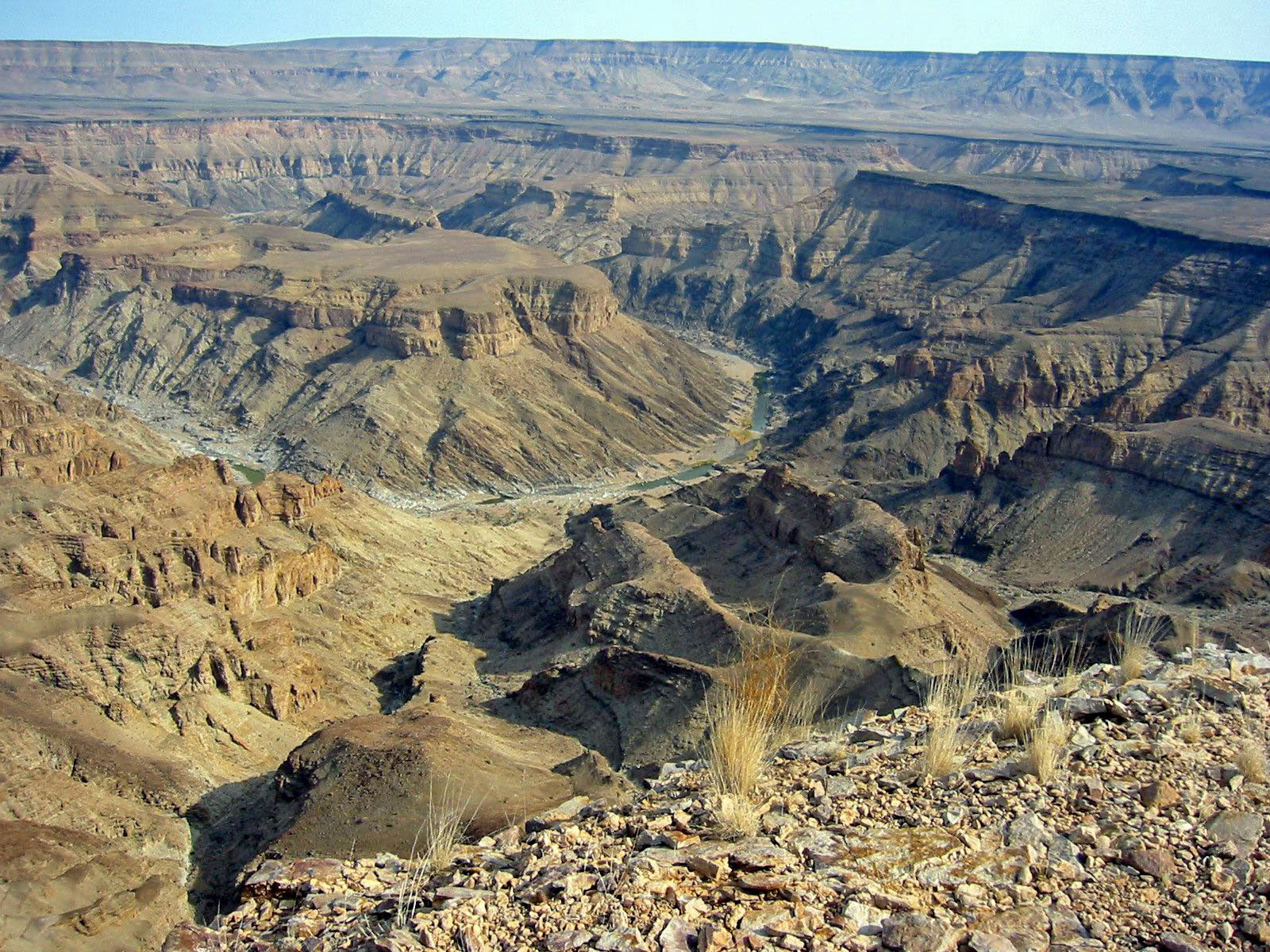
Desfiladeiro do rio Fish

O Desfiladeiro do rio Fish é um desfiladeiro da Namíbia. É um dos maiores do mundo, e o maior de África, e é a segunda atracção turística mais visitada da Namíbia.
Apresenta uma ravina de 160 km de comprimento, 27 km de largura máxima e profundidades de 550 metros em alguns lugares. Foi erodido durante os últimos 650 milhões de anos pelas forças da água, do vento, da gravidade e dos movimentos da terra.
O rio Fish é o rio interior mais longo da Namíbia, mas o seu fluxo no presente é modesto comparado com o volume de água que vertia em épocas passadas. Ele corta a meseta que hoje é seca, pedregosa e escassamente coberta com plantas resistentes à seca.
O rio foi declarado um monumento nacional em 1962.